# Strobilanthes kunthianus
Strobilanthes kunthianus är en akantusväxtart som beskrevs av T. Anders. och George Bentham. Strobilanthes kunthianus ingår i släktet Strobilanthes och familjen akantusväxter. Inga underarter finns listade i Catalogue of Life.